# Fonte
Fonte är en kommun i provinsen Treviso i regionen Veneto i Italien. Kommunen hade 6 013 invånare (2022).